# Polia languida
Polia languida là một loài bướm đêm trong họ Noctuidae.